# Hồ Songkhla

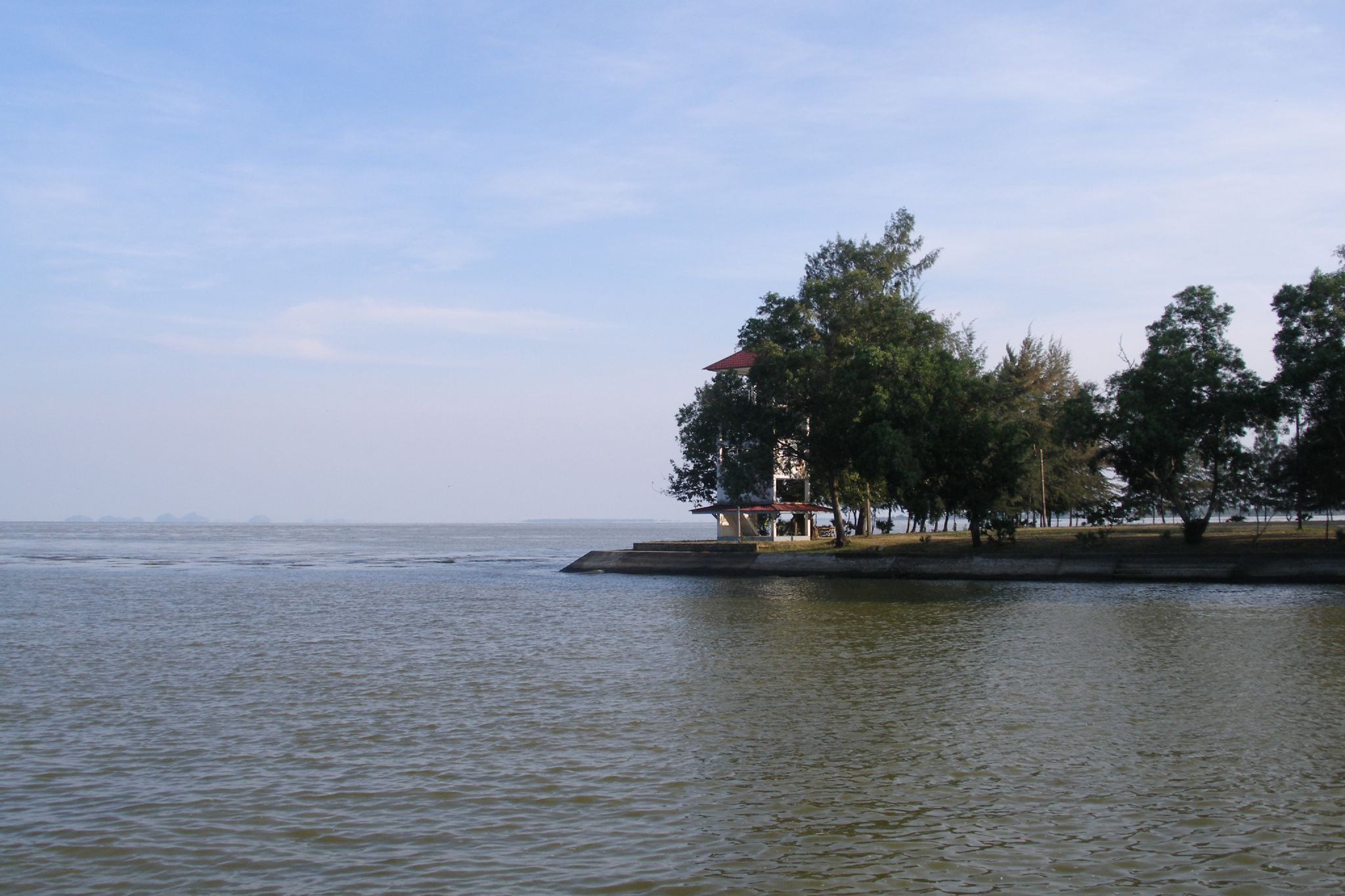
Hồ Songkhla

Hồ Songkhla (tiếng Thái: ทะเลสาบสงขลา) là hồ tự nhiên rộng nhất Thái Lan với diện tích 1.040 km², giáp giới giữa hai tỉnh là Phatthalung và Songkhla ở trên bán đảo Mã Lai.
Hồ được chia làm 4 phần riêng biệt. Phần phía nam mở ra biển rộng 380 m thẳng vào vịnh Thái Lan tại thành phố Songkhla và chứa nước lợ bằng 1/2 hàm lượng muối biển. Phía bắc hồ chứa nước ngọt. Xa hơn về phía bắc sau một chỗ thát cổ chai chỉ rộng 6 km là Thale Luang (782,80 km²), và cuối cùng tại phần kết thúc phía bắc nằm giữa đầm đước là hồ nhỏ diện tích 28 km² gọi là Thale Noi. Đặc trưng nổi bật nhất là mũi đất dài 75 km chia tách hồ ra khỏi biển. Không giống như phần lớn các mũi đất khác, nó có lẽ được hình thành khi các hòn đảo tồn tại lúc ban đầu bị nối liền do sự lắng bùn của hồ tiền thân.
Một quần thể nhỏ cá heo Irrawaddy sống trong hồ, tuy nhiên chúng đang bị đe dọa tuyệt chủng do đánh bắt thái quá và ô nhiễm nước hồ.